# 김민기 (가수)
김민기(金敏基, 1951년 3월 31일~2024년 7월 21일)는 대한민국의 가수, 작사가, 작곡가, 편곡가이며 극작가, 연극 연출가, 뮤지컬 기획자, 뮤지컬 연출가, 뮤지컬 제작자이며, 한 시대를 이끈 가수이자 탁월한 예술가로 찬사받는 인물이다. <아침 이슬>의 작곡가로 유명하며, 2002년에 고별 음반 《김민기 전집》을 발표한 후 가수 활동을 접고 뮤지컬 제작에만 전념했다. 포크 팝 가수 한대수, 산업디자이너 김영세 등과 절친한 관계이며, 포크 팝 가수 양희은, 배우 양희경 자매와도 친분이 두텁다. 가수 조용필은 그를 "진심으로 인정한다."면서 "자신의 길을 일관되게 간다는 것만으로도 존경한다."라고 칭찬했다.

## 생애
전라북도 이리시에서 태어나 중앙동에서 잠시 유년기를 보낸 그는 초등학교 입학 직전에 서울로 이사하였다. 서울대학교 미술대학에 재학 중 ‘도비두’라는 그룹을 결성하여, 노래 활동을 시작했다. 그 무렵 재동초등학교 동창인 양희은을 만나면서 〈아침 이슬〉을 주었고, 1971년에 발표했다.
1972년에는 서울대학교 문리대 신입생 환영회에서 〈우리 승리하리라〉, 〈해방가〉, 〈꽃 피우는 아이〉 등을 부르다 경찰서 연행되었으며, 그의 앨범 및 노래를 모든 방송에서 금지했다. 이후 김민기는 시인이자 서울대학교 동문인 김지하와 조우했고, 야학 활동을 했다. 1973년 김지하의 희곡 〈금관의 예수〉를 노동자들과 함께 공연했던 그는 국악인들과 교류하여 다음해 〈아구>를 무대에 올렸다.
1974년 군에 입대해 1977년 전역하였다.
1977년, 제대한 후 공장에서 일하다 양희은의 〈거치른 들판의 푸르른 솔잎처럼〉을 1979년 발표했고, 동일방직 노조 문제를 다룬 노래굿 〈공장의 불빛〉을 발표했다.
1979년 12월에는 문화 체육관에서 공연을 펼쳤고 1983년에는 국립극장에서 탈춤과 판소리 등 소리굿 공연을 했다. 1987년, 탄광촌 이야기를 담은 〈아빠 얼굴 예쁘네요〉를 발표했고, 1991년 학전(學田) 소극장을 개관했다. 그는 1993년에 22년 만에 독집 앨범을 발표했고 '겨레의 노래' 사업을 추진했다. 이후 뮤지컬 〈개똥이〉와 〈지하철 1호선〉 등 의욕적인 연출 활동을 했다.
개관한 극장을 ‘학전블루소극장’으로 운영하고, 1996년 ‘학전그린소극장’까지 열면서 전성기를 맞았다. 하지만 2010년 이후 공연 시장의 중심이 대극장 뮤지컬로 바뀌면서 대학로 소극장 관객은 점점 줄어들었고, 2013년에 그린소극장을 먼저 폐관했다.
학전은 재정난 및 김민기 대표의 위암 투병으로 인해 33년 만인 2024년 3월 15일에 폐업했다. 7월 21일 김민기가 사망하였다.

## 학력
- 서울대학교 회화학과

## 평가
그가 작곡하고 부른 노래는 힘들고 지친 빈민층을 사랑하고 그들을 대변하는 곡들이 많다. 그의 곡 〈아침 이슬〉은 1970년대의 저항가요였지만, 1990년대까지 오면서 20여 년 동안 그 민주정신을 이었다고 평가한다.

## 작품

### 뮤지컬
- 록뮤지컬 <지하철 1호선> 번안, 연출 (94-08/18-19)
- 록오페라 <개똥이> 작사/곡, 연출 (95,97,06)
- 록뮤지컬 <모스키토> 번안, 연출 (99,00,04/17-18)
- 뮤지컬 <의형제> 번안, 연출 (98,00,01)
- 학전어린이무대 <우리는 친구다>, <고추장 떡볶이> <슈퍼맨처럼-!>, <무적의 삼총사> 번안, 연출(04-20)
- 학전어린이무대 <그림자 소동> 각색, 연출(08)
- 뮤지컬 <분홍병사> 번안, 연출(10,13)
- 뮤지컬 <도도> 극작, 연출(10-11/20)

### 연극 및 기타
- 소리굿 <아구> 극본 (74)
- 노래극 <공장의 불빛> 작사/곡 (78)
- 연극 <멈춰 선 저 상여는 상주도 없다더냐> 극본, 연출 (83)
- ‘겨레의 노래’ 총감독 (91)
- 학전어린이무대 <진구는 게임 중> 각색, 연출 (08-17)
- 학전청소년무대 <복서와 소년> 번안, 연출(12-14)
- 학전어린이청소년무대 <유령놀이> 극작, 연출(14)
- 영상노래극 <아빠 얼굴 예쁘네요> 극작, 연출 (16-20)

## 음반
- 《김민기》 [1971]
  - 친구
  - 아하 누가 그렇게
  - 바람과 나
  - 저 부는 바람
  - 꽃 피우는 아이
  - 길
  - 아침이슬
  - 그 날
  - 종이연 (혼혈아)
  - 눈길 (경음악)
- 《김민기 1》 [1992]
  - 가을 편지
  - 내 나라 내 겨레
  - 두리번거리다.
  - 꽃 피우는 아이
  - 아침 이슬 - 연주곡
  - 아침 이슬
  - 잃어버린 말
  - 아름다운 사람
  - 그 날
  - 친구
  - 잘가오
- 《김민기 2》 [1992]
  - 새벽 길
  - 나비
  - 길
  - 혼혈아
  - 그 사이
  - 고향 가는 길
  - 철망 앞에서
  - 눈산
  - 차돌 이내몸
  - 아무도 아무데도
  - 바다
- 《김민기 3》 [1992]
  - 상록수
  - 기지촌
  - 가뭄
  - 식구 생각
  - 서울로 가는 길
  - 늙은 군인의 노래
  - 강변에서
  - 주여, 이제는 여기에 (연극'금관의 예수'중에서)
  - 소금땀 흘리흘리, 땀 흘려 거둔 음식 (노래극'개똥이'중에서)
- 《김민기 4》 [1992]
  - 봉우리
  - 아하, 누가 그렇게
  - 백구(노래 : 이지윤[8])
  - 작은 연못 (연주곡)
  - 날개만 있다면 (노래극 '개똥이'중에서)
  - 작은 연못
  - 인형(노래 : 이지윤[8], 김민기)
  - 고무줄 놀이
  - 천리길(노래 : 이지윤[8], 윤주현[9], 김두현[10], 김민기)
- 《아빠 얼굴 예쁘네요》 [1987]
- 《엄마, 우리 엄마》 [1988]
- 《Past Life Of 김민기 (6CD Box Set)》 [2004.10.21]
- 《공장의 불빛》 [2004]

## 수상 경력
- '20 호암문화재단 호암상 예술상 수상 (김민기 대표)
- ’18 한국대중문화예술상 은관문화훈장 (김민기 대표)
- ‘16 월간 한국연극 선정 ‘2016 공연 베스트 7 <우리는 친구다>’
- ’14 제8회 한독협회 이미륵상 수상(김민기 대표)
- ’14 제11회 아시테지 연극상 수상
- ’13 제10회 한국대중음악상 특별분야 공로상(김민기 대표)
- ’13 장애인먼저실천상 우수실천상 수상 <슈퍼맨처럼-!>
- ’10 월간 한국연극 선정 ‘2010년 공연베스트 7’ <분홍병사>
- ’09 월간 한국연극 선정 ‘2009년 공연베스트 7’ <무적의 삼총사>
- ’08 월간 한국연극 선정 ‘2008년 공연베스트 7’ <고추장 떡볶이>
- ’08 대한민국연극대상 아동청소년연극상 <고추장 떡볶이>
- ’08 서울어린이 연극상 우수상 <고추장 떡볶이>
- ’07 독일연방공화국 문화훈장 괴테메달 수상(김민기 대표)
- ’05 파라다이스 문화재단 파라다이스상 수상(김민기 대표)
- ’03 제1회 외신공로상 공연부문 <지하철 1호선>
- ’01 제37회 백상예술대상 연극부분 대상 및 연출상 <의형제>
- ’00 제6회 한국뮤지컬대상 특별상
- ’99 제35회 동아연극상 작품상 <의형제>
- ’98 한국연극협회 <98 우수공연5> 단체상, 번안상 <의형제>
- ’96 서울연극제 특별상 <지하철 1호선>
- ’95 한국평론가협회 연극상, 백상예술대상 음악상 <개똥이>

## 가수로서 행보

### 1960년대
- 1966년 고등학교 입학 선물로 기타를 선물받았고, 독학으로 기타를 익히며 음악에 재능을 보였다.
- 1969년 서울대학교 회화과 재학 시절 고교 동창이자 대학 동창인 김영세와 '도비두(도깨비두마리)'라는 포크 밴드를 결성하여 음악활동 겸 아르바이트를 시작하였다.
- 김민기가 대학을 입학하던 1969년은 박정희 전대통령의 삼선개헌안의 통과가 이루어지며, 대한민국 정치사의 큰 변혁 바람이 일렁이던 때이다. 정치사와 관련하여 당시 대중음악계 역시 사회 변혁에 영향을 받아 저항 노래의 동태가 시작했다. 동시에 젊은 세대를 중심으로 통기타 신드롬이 일었고, 김민기는 그러한 문화 변혁의 선두자격 인물로 손꼽힌다.

### 1970년대
- 1970년 김민기가 활동하던 YWCA의 포크동아리 '청개구리'에서 김민기의 음악적 동반자인 양희은을 처음 만났다.
- 1971년 대학교를 휴학하고 <아침 이슬>, <가을 편지>, <꽃 피우는 아이>를 작곡하였다. 《김민기 1집 - 아하 누가 그렇게/길 (김민기 노래모음)》을 시작으로 솔로 가수 겸 작곡가의 삶을 시작했다. 앨범 1집 발매부터 가수, 작곡가로서 빛을 받기 시작하였으며, 현재까지도 김민기의 앨범은 대중음악계의 기념비적인 앨범이라 찬사받는다. 김민기는 정치적 행보를 밝히지 않는 가수였지만, 그의 노래는 1970년 정치사에 맞물려 그의 음악 행보는 빛과 그림자를 동시에 누렸다. 현실 인식을 담백하게 담아 낸 김민기의 노래는 당시 통기타 세대, 저항세대로 불렀던 젊은 세대들에게 큰 인기를 끌었고, 동시에 억압과 감시 대상이 되었다.
- 1972년 앨범 발표 이듬 해 서울대학교 문리대 신입생 환영회에서 노래 부르기를 지도하다가 동대문 경찰서로 연행되었다. 유신 정권 시절 김민기의 노래들이 유신 저항 운동에서 부르기 시작하면서 보안대에 소환되어 조사를 받았다. 김민기의 앨범 1집 노래인 <꽃 피우는 아이>, <아침 이슬>이 금지되고, 1집 앨범이 전량 압수되었다. 그러나 <아침 이슬>은 70-80년대에 저항문화를 상징하는 노래로 자리매김하였다. 지금까지도, 한국 정치사에 맞물려 변혁적인 사건 때마다 김민기의 노래를 부른다.
- 1972년 양희은과 함께 <백구>, <새벽길>, <작은 연못> 등 한국 통기타 음악계의 걸작 앨범을 발매한다. 당시 젊은 세대의 혁명적 낭만주의의 표상으로 떠올랐다.
- 1973년 김지하가 희곡을 쓴 연극 《금관의 예수》의 전국 순회 공연에 참여했다. 그의 대표작 가운데 하나인 노래 '금관의 예수'를 작곡했다.
- 1974년 소리굿 《아구》의 극본을 썼다.
- 1975년 당국에 의해 그의 노래 '아침이슬'이 금지곡이 됐다. 시인이자 문학평론가인 장석주는 “금지곡들은 분명한 금지사유가 명시됐지만 이 노래에는 아무런 금지사유가 명시되지 않았다. 그것은 하나의 상징이다”라고 말했다.[11]

- 1978년 노래굿 <공장의 불빛>을 작사, 작곡하여 테이프로 발매하였다. 정권의 제대와 감시의 대상이었던 김민기는 '언더그라운드'에서 불법 인디 카세트 테잎을 발매한다. (1970년대의 시대적 배경은 동일방직 노조 탄압 사건, 전태일 분신 사건 등 공장산업의 발달로 인한 '노동자'의 급증과 이에 따른 사회적 저항의 맥락이 전제하였다.)
- <상록수>: 가수 양희은이 1979년 1월 20일 <거치른 들판에 푸르른 솔잎처럼> 이라는 제목으로 처음 발표하여 널리 알려졌다. (김민기 버전 <상록수>: youtu.be/KsaNs_hLpSk)

### 1980년대
- 1984년 <공장의 불빛> 이후 활동이 금지되어 소작농으로 활동하였다. 그러던 중 문승현, 김창남, 김광석, 김보성 등 대학 노래패 출신의 사람들이 김민기를 중점으로 모여 음반을 제작한다. 진보적인 성향을 포함한 곡은 정부 검열로 발매하지 못했다. 세상에 나온 곡은 <갈 수 없는 고향>, <그루터기>, <내 눈길 닿는 곳>, <빼앗긴 들에도 봄은 오는가>, <일요일이 다 가는 소리> 등이 있다. 이 음반은 당시 1970년 통기타 문화의 젊은 세대들이 1980년에 접어들며 더욱 활발해진 대학 운동권에게 큰 지지를 얻었다. 이 음반의 제목이 <노래를 찾는 사람들>이다. 시민항쟁의 사회적 분위기와 맞물려 이 앨범 이후 발매한 안치환의 <솔아 솔아 푸르른 솔아>는 약 70만 장을 판매라는 대중적인 열화를 맞이하였다.
- 군사정권 당시 음반 발매 및 음악 활동을 제재하였지만, 노태우 정권 시절 남북 공연단 교류 행사의 공연단 구성을 부탁받아 마지막곡으로 쓸 <철망 앞에서>를 작곡하였다.
- <늙은 군인의 노래>는 군인의 넋두리로 이루어진 가사로, 김민기가 군 생활 시절 정년 퇴임을 앞둔 선임을 위하여 작곡한 곡이다. 군 내에서 급속히 노래가 퍼져나가 국방부에서 '군 사기 저하'로 분류해 노래를 금지하였다. 이후 소위 운동권의 가요라고 불리며 저항 세대들의 교과서적 노래가 되었다. JTBC 뉴스룸 인터뷰에서 김민기는 "1980년 광주 민주화 항쟁 당시 군에서 금지되어 있던 이 곡을 진압군이 노래를 부르며 지나가는 모습이 뉴스에 슬쩍 지나갔다. 그런데 바로 다음 장면이 시위대가 저걸 투사의 노래로 불렀다. 두 장면이 오버랩되면서 노래라는 것이 참 묘한 것이라고 생각했다."고 말했다.

### 1990년대
- 1990년 한겨레 신문사와 공동으로 음반과 공연, 노래 모음집을 한데 모은 <겨레의 노래> 사업을 지휘하였다. 김민기는 활동 금지 이후 음악 및 음반 발매 지휘만을 하였지만,  <겨레의 노래>에서 부른 <아침 이슬>을 김민기가 직접 노래하였다.
- 1991년 학전에서 중국 조선족 창작 가곡, 동요를 모은 음반을 제작한다. 다양한 중국 교포들의 예술을 국민에게 선보여 민족적 정서의 고취를 위해 기획하였다.
- 1993년, 김민기가 직접 노래를 부른 <김민기 1.2.3.4> 음반을 발매하였다.
- LA 올림픽에서 순위에 들지 못한 선수들의 비극과 경쟁 사회의 그림자를 담은 MBC 다큐의 테마곡 <봉우리>를 작사, 작곡하였다. 올림픽의 빛과 그림자라는 다큐멘터리 주제를 당시 작가였던 송지나 작가에게 조언하였고, 송지나 작가는 테마곡 작곡을 부탁하였다.

## 관련 TV 프로그램
2024년 4월에 SBS 스페셜 3부작 '학전 그리고 뒷것 김민기'편이다.

## 가족 관계
- 배우자: 이미영
  - 장남: 김종화
    - 첫째 며느리: 최윤지

  - 차남: 김소윤
    - 둘째 며느리: 안신영

## 참고 문헌
- 《김민기》 김창남 씀(한울, 1986년)